# Chalakudy
Pour la rivière, voir Chalakudy (rivière).
Chalakudy est une ville située sur les berges de la rivière Chalakudy dans le district de Thrissur dans l'état indien du Kerala. C'est aussi le chef-lieu du Chalakudy taluk (en).

## Histoire
Le nom Chalakudy dérive des mots « Yagashala » ("établissement temporaire") et « kody » ("drapeau"), car il fut un temps où Chalakudy fut célèbre pour les sacrifices qu'on y menait. Beaucoup de Rishi (dont les Saptarishi (en) avaient l'habitude de venir sur cette terre sacrée, et, pour l'identifier,  ils y plantaient des drapeaux. Les gens de la région applaient donc ce lieu « Yagashalakody ». Une autre version affirme que pendant la dynastie des Chera les gens du Kerala venaient à Chalakudy pour y apprendre le Veda et le Kalarippayatt des Chukkikulam Shala dans un lieu appelé Kudi.

## Enseignement
- Carmel Higher Secondary School, Chalakudy (en)
- CKM NSS Senior Secondary School (en)
- Panampilly Memorial Government College (en)
- Sacred Heart College Chalakudy (en)
- Southern College of Engineering & Technology (en)

## Monuments et lieux

La gare
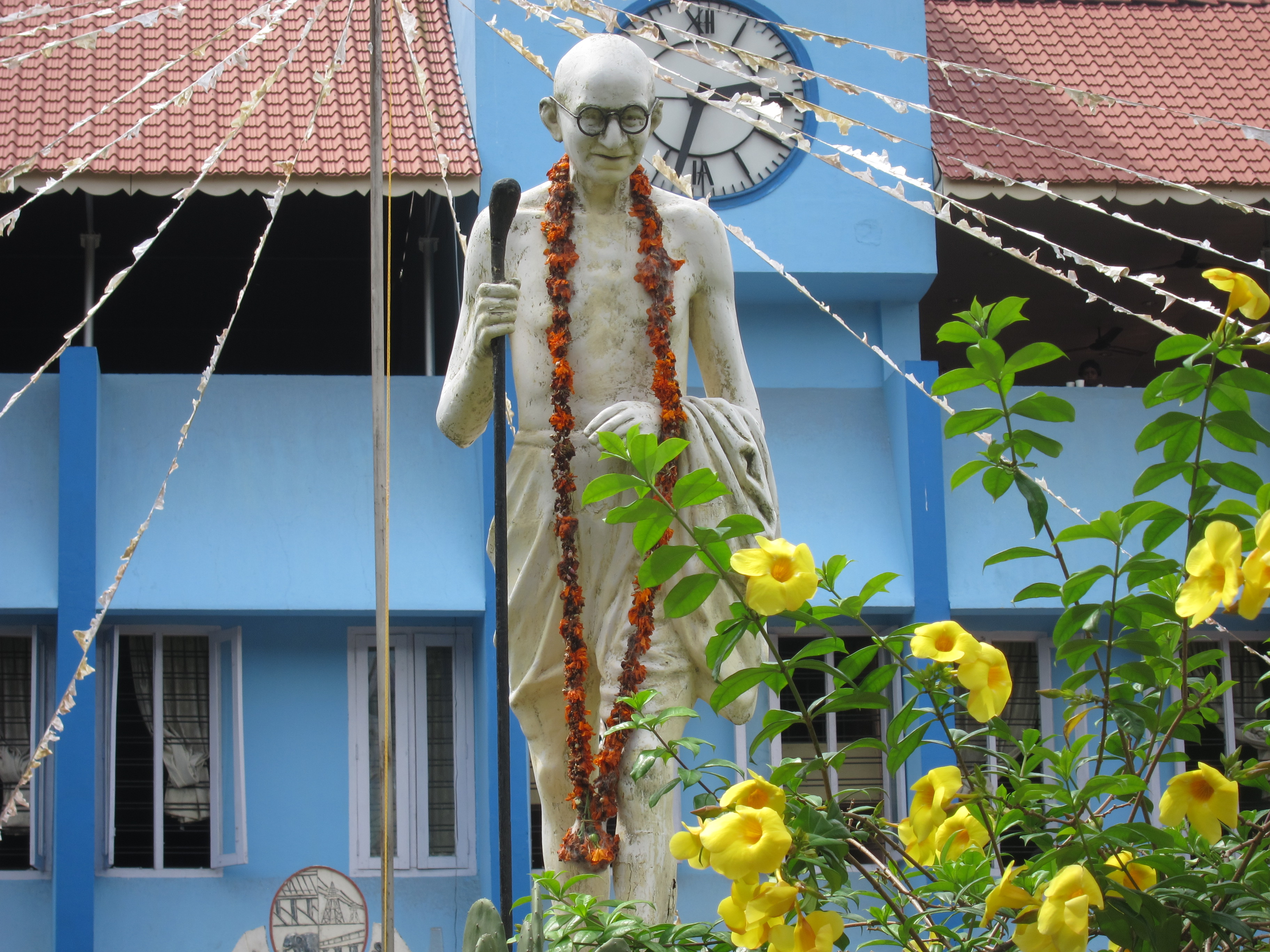
Statue de Gandhi
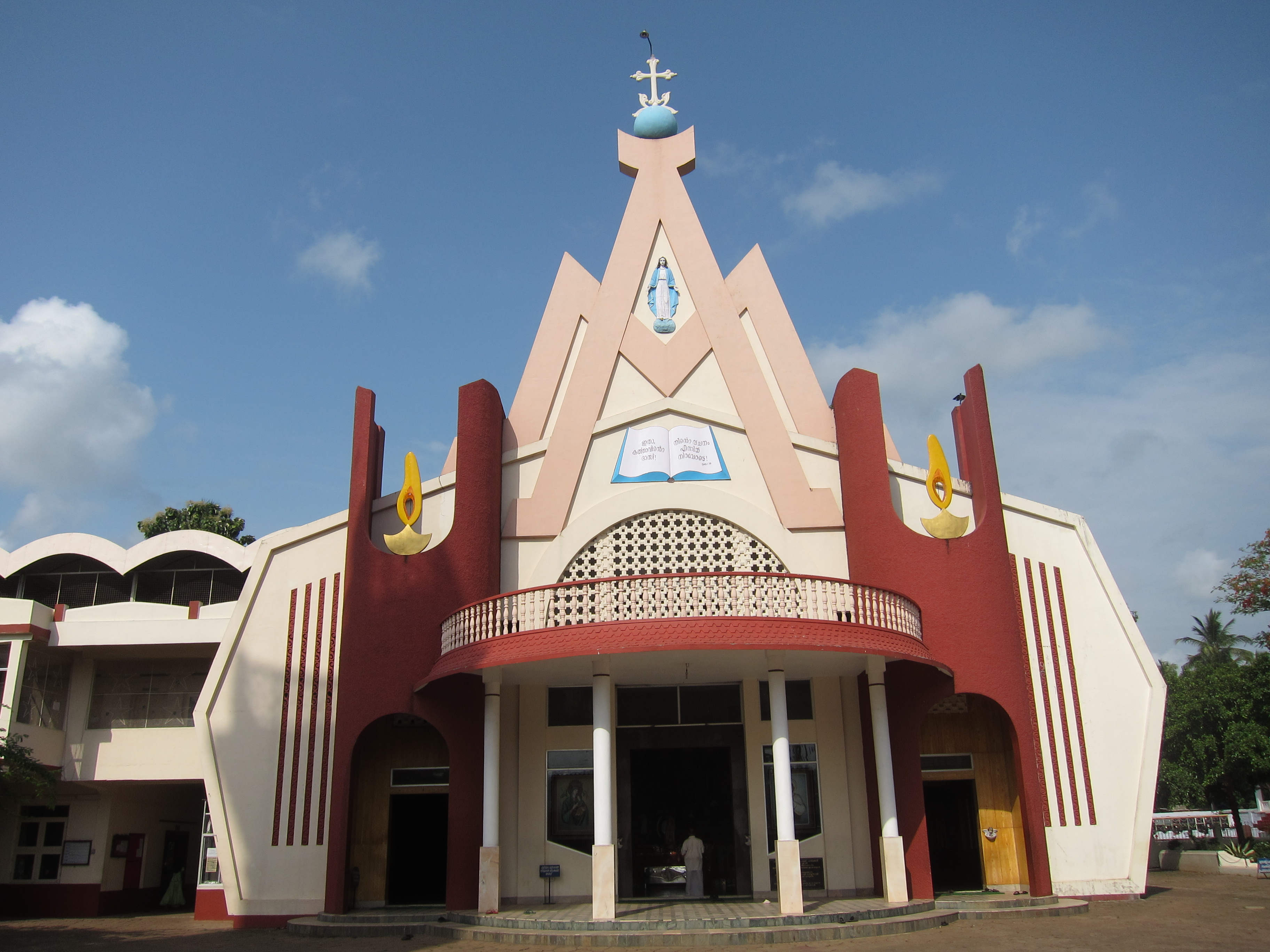
St. Mary's Syro-Malabar Forane Church, Chalakudy (en) de l'Église catholique syro-malabare
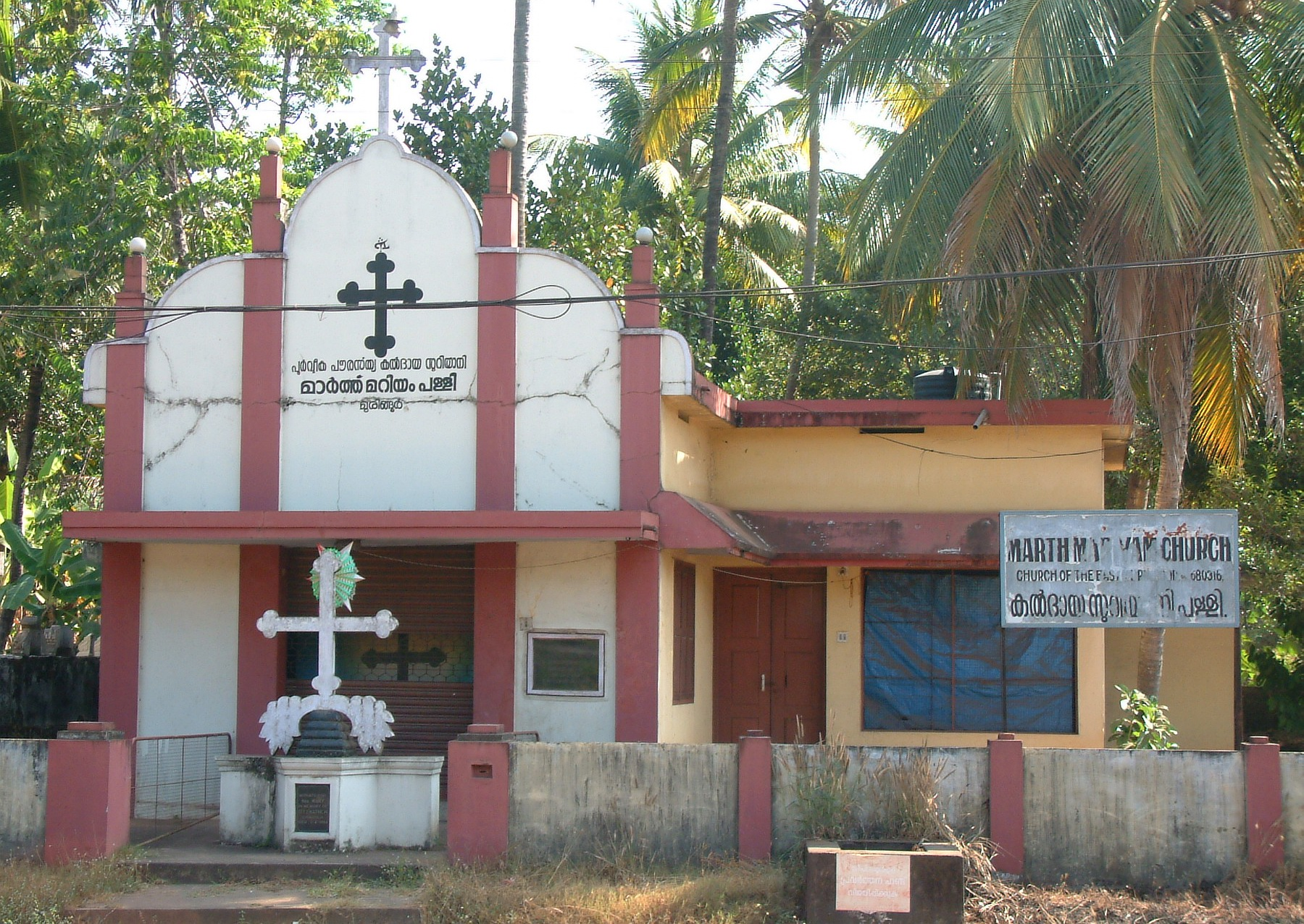
Église catholique orientale
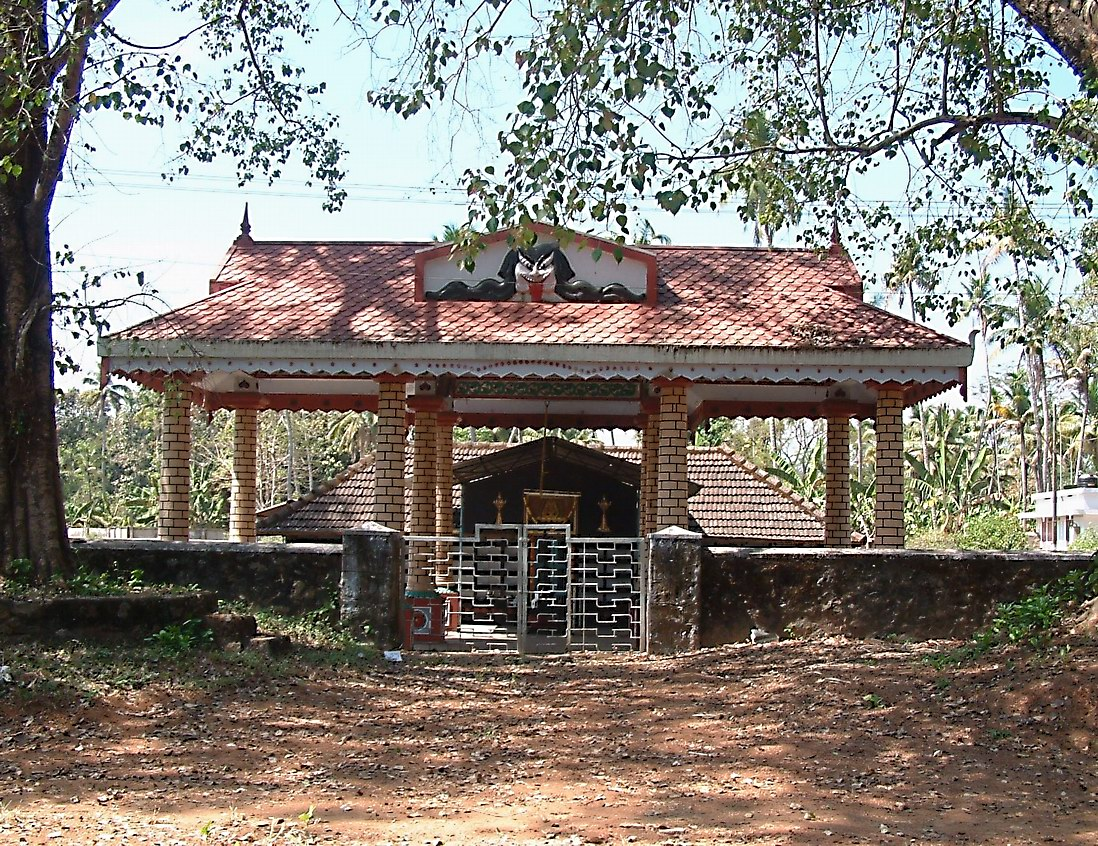
Le temple Kannampuzha

## Personnalités
- C. S. Venkiteswaran (en)
- Antony Thachuparambil (en)
- Jose Pellissery
- Kalabhavan Mani (en)
- Lijo Jose Pellissery (en)
- A. K. Lohithadas (en)
- Porinju Veliyath (en)
- B. D. Devassy (en)
- Innocent (actor) (en)
- Raghavan Thirumulpad (en)

## La rivièreChalakudy

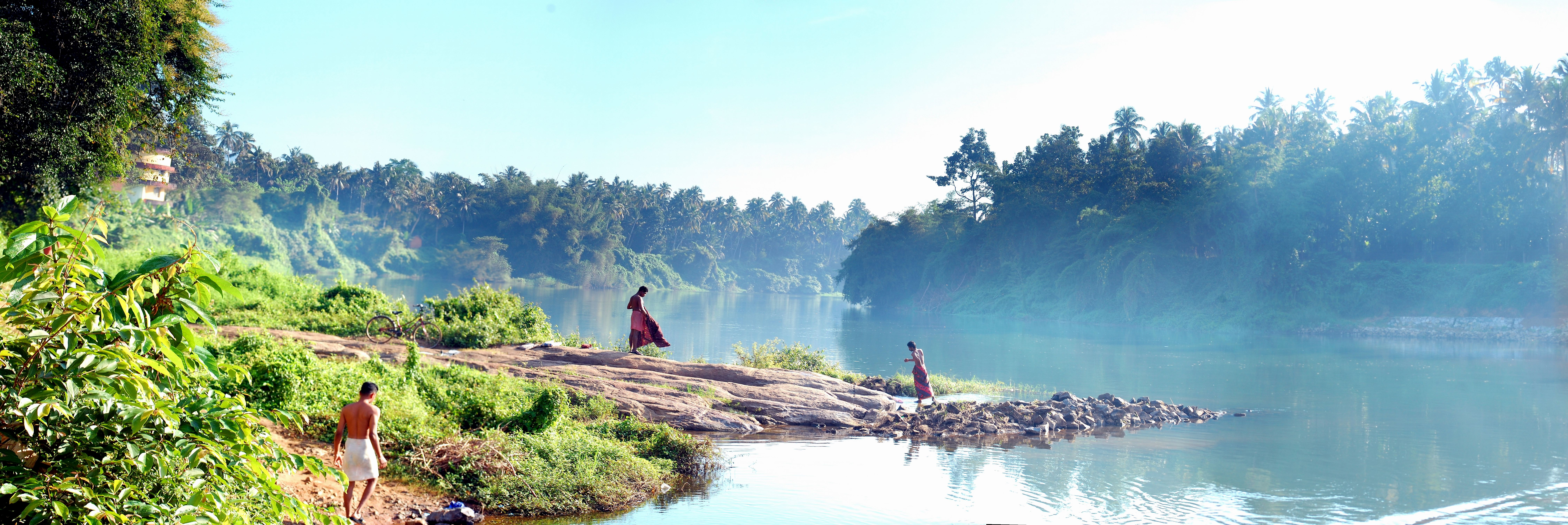
Koodappuzha.

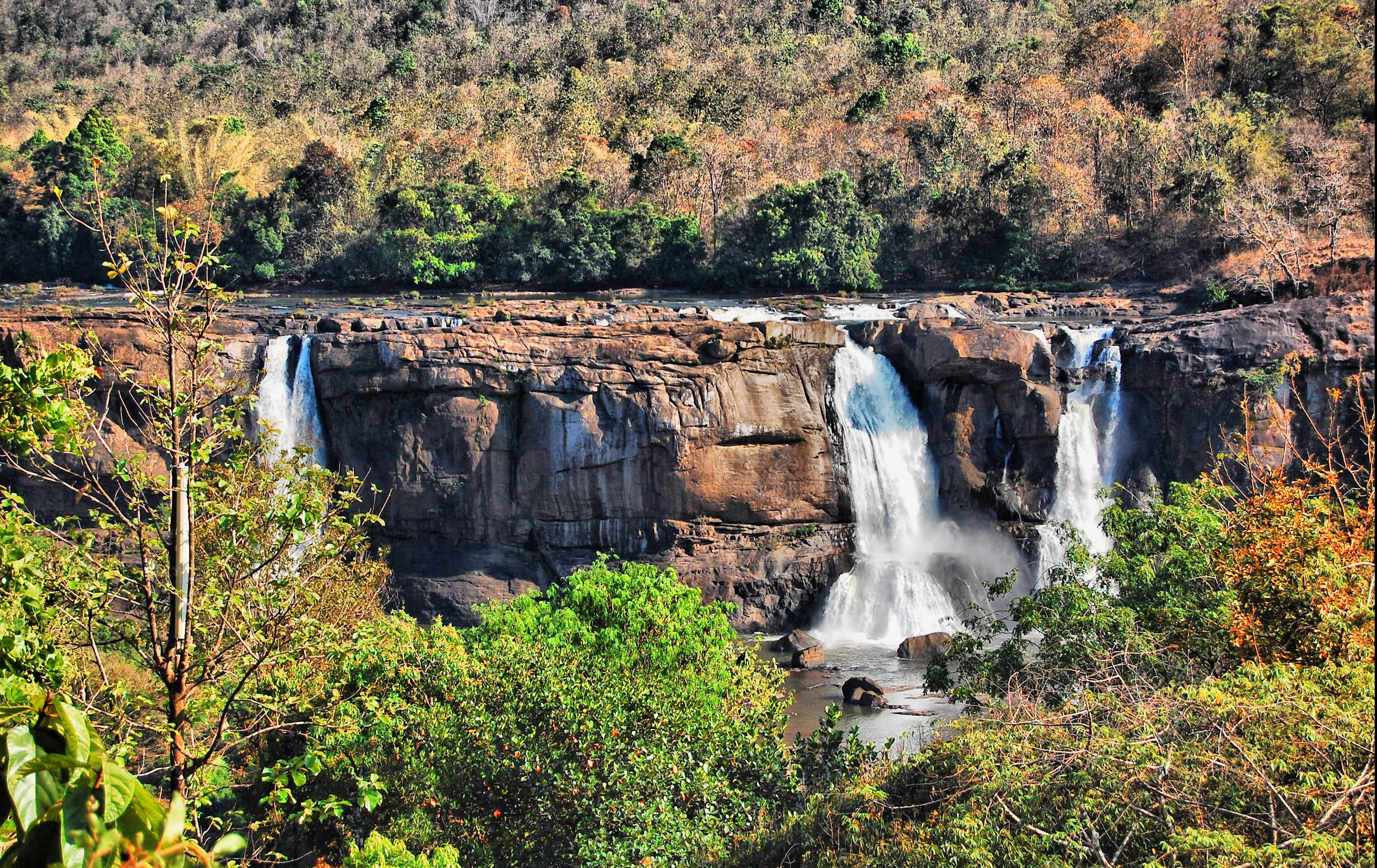
Athirappilly (en)
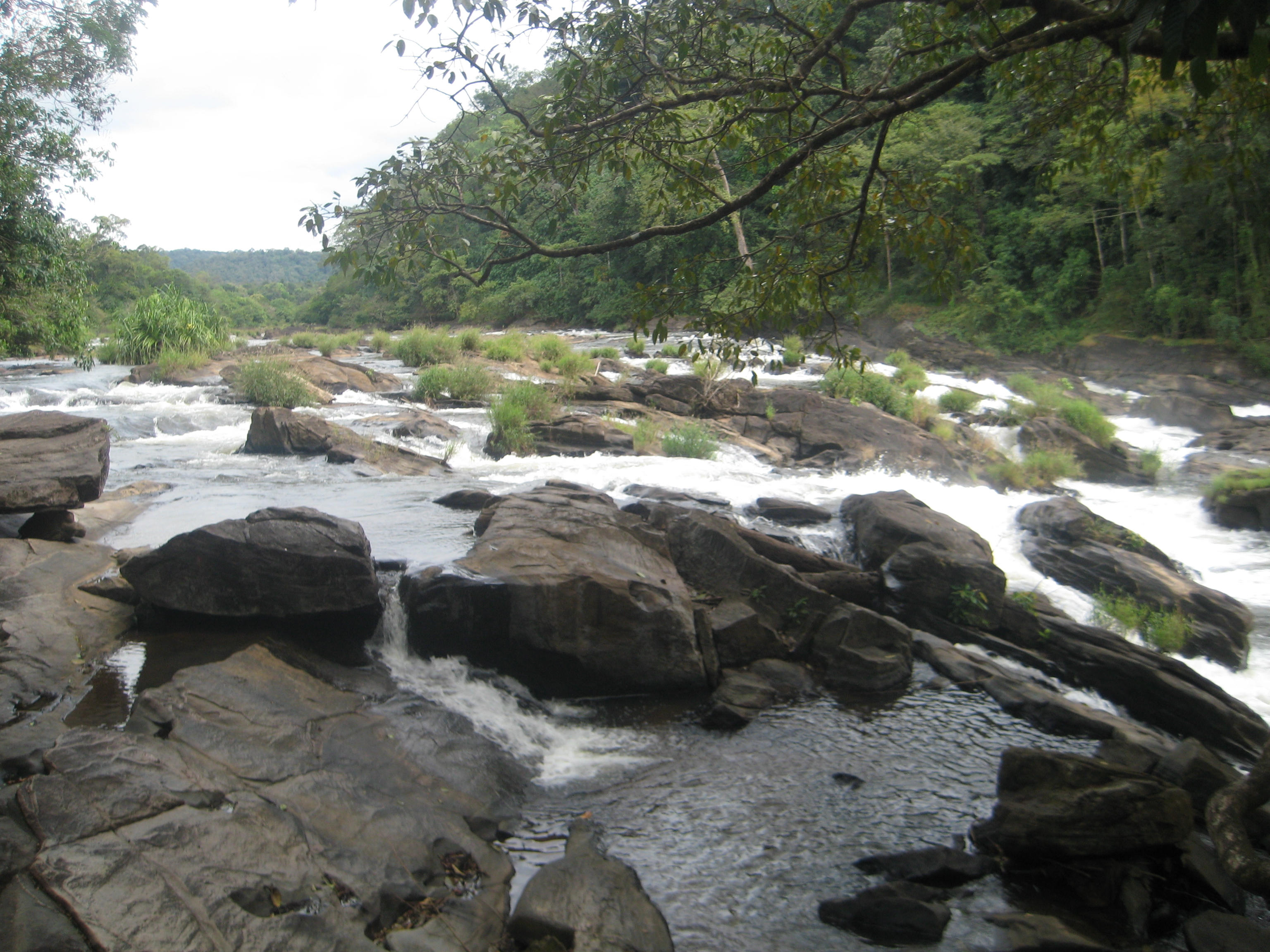
Vazhachal Falls (en)
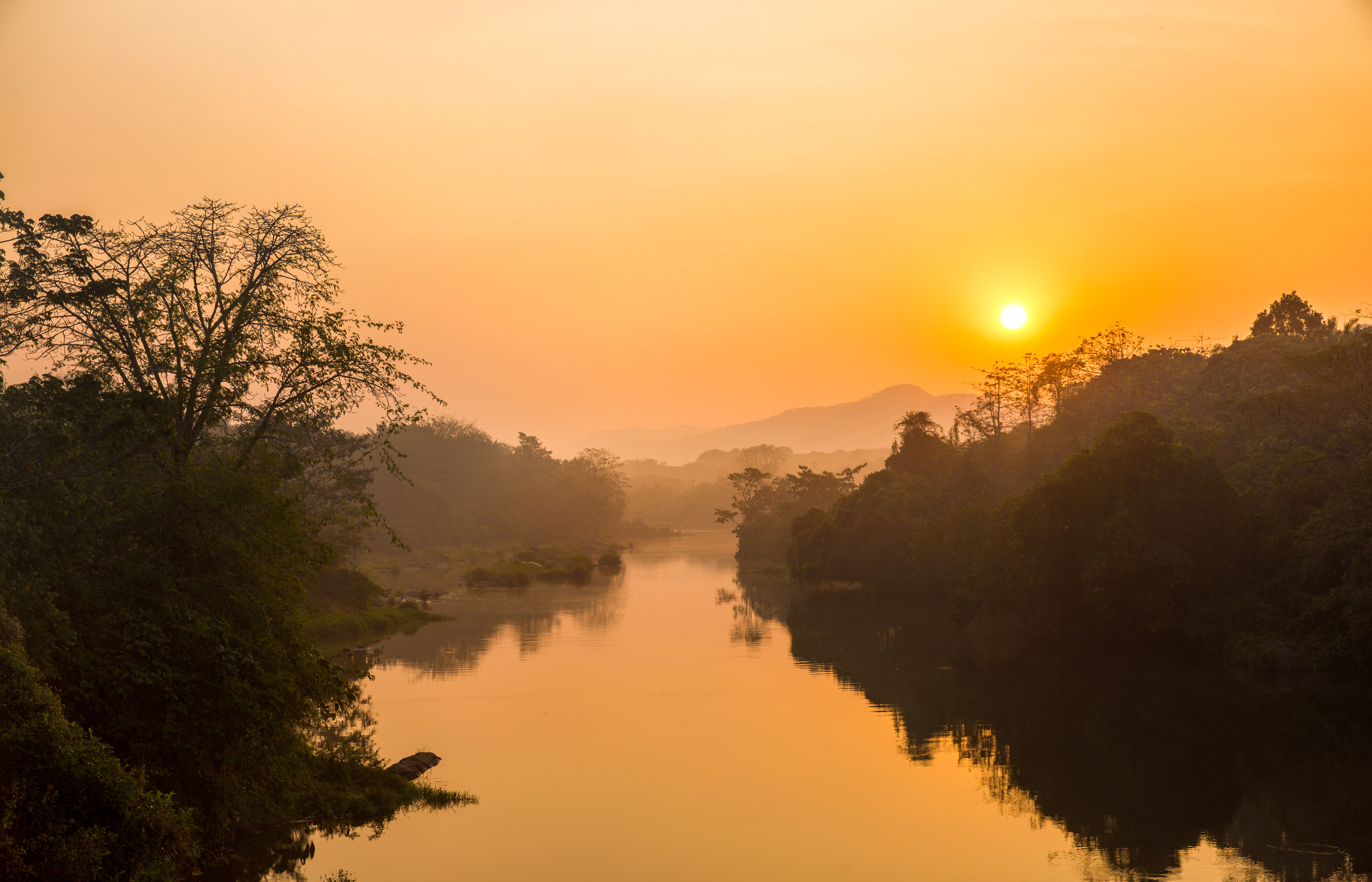
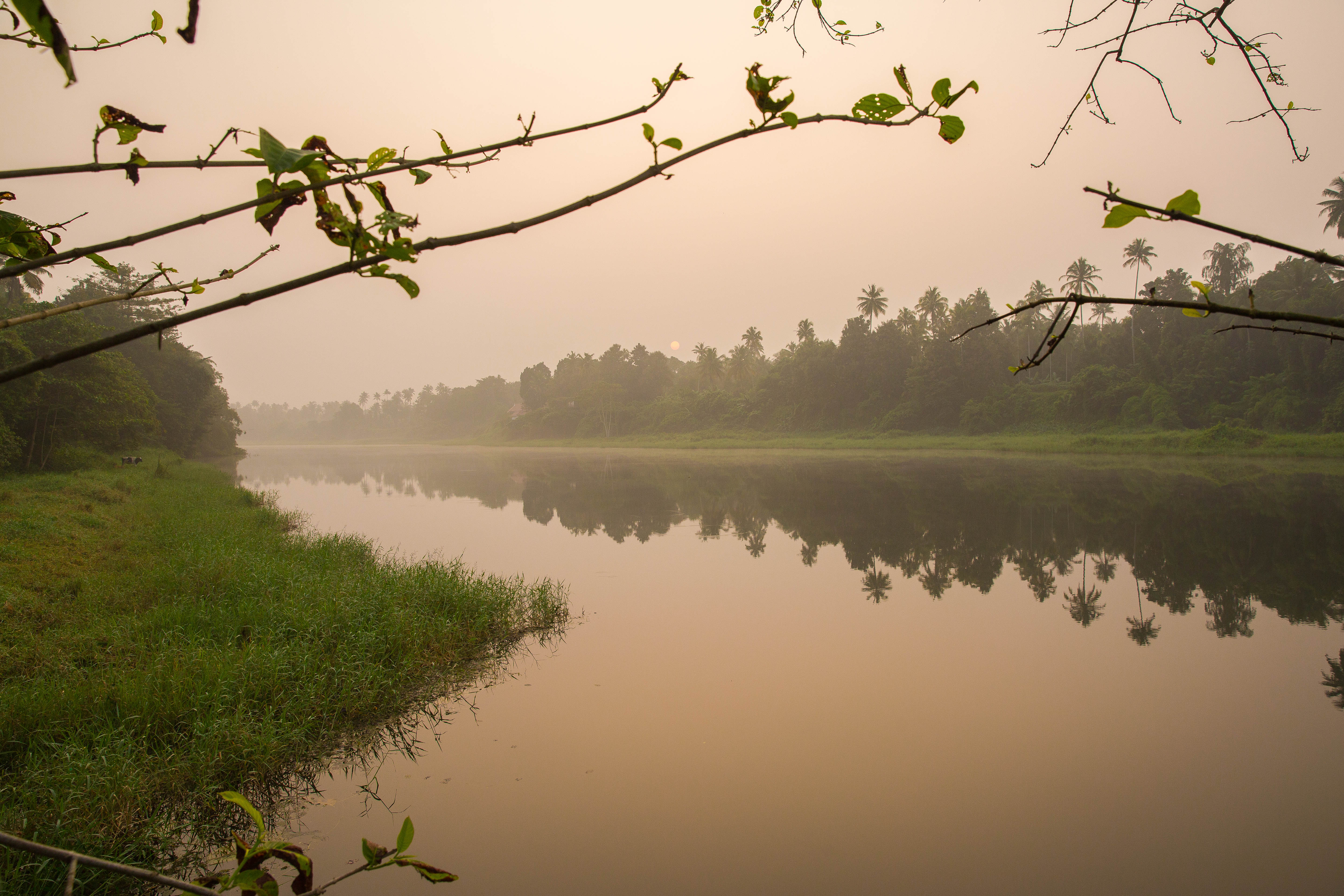